# Stenostephanus gracilis
Stenostephanus gracilis là một loài thực vật có hoa trong họ Ô rô. Loài này được (Oerst.) T.F. Daniel miêu tả khoa học đầu tiên năm 1995.